# Mauritanie tại Thế vận hội
Mauritanie đã liên tục gửi vận động viên (VĐV) tới các kỳ Thế vận hội Mùa hè được tổ chức từ năm 1984, dù chưa có tấm huy chương Olympic nào. Quốc gia này chưa từng tham gia Thế vận hội Mùa đông.
Ủy ban Olympic quốc gia của Mauritanie được thành lập năm 1962 và được công nhận bởi Ủy ban Olympic Quốc tế năm 1979. VĐV nữ đầu tiên của nước này tham dự Thế vận hội là Fatou Dieng, thi đấu ở Sydney năm 2000.

## Bảng huy chương

### Huy chương tại các kỳ Thế vận hội Mùa hè
| Thế vận hội         | Số VĐV        | Số VĐV theo môn | Số VĐV theo môn | Huy chương    | Huy chương    | Huy chương    | Huy chương    | Huy chương    |
| ------------------- | ------------- | --------------- | --------------- | ------------- | ------------- | ------------- | ------------- | ------------- |
| Thế vận hội         | Số VĐV        | Athletics       | Wrestling       | Vàng          | Bạc           | Đồng          | Tổng số       | Xếp thứ       |
| 1896–1980           | không tham dự | không tham dự   | không tham dự   | không tham dự | không tham dự | không tham dự | không tham dự | không tham dự |
| Los Angeles 1984    | 2             |                 | 2               | 0             | 0             | 0             | 0             | –             |
| Seoul 1988          | 6             | 2               | 4               | 0             | 0             | 0             | 0             | –             |
| Barcelona 1992      | 6             | 6               |                 | 0             | 0             | 0             | 0             | –             |
| Atlanta 1996        | 4             | 4               |                 | 0             | 0             | 0             | 0             | –             |
| Sydney 2000         | 2             | 2               |                 | 0             | 0             | 0             | 0             | –             |
| Athens 2004         | 2             | 2               |                 | 0             | 0             | 0             | 0             | –             |
| Bắc Kinh 2008       | 2             | 2               |                 | 0             | 0             | 0             | 0             | –             |
| Luân Đôn 2012       | 2             | 2               |                 | 0             | 0             | 0             | 0             | –             |
| Rio de Janeiro 2016 | 2             | 2               |                 | 0             | 0             | 0             | 0             | –             |
| Tokyo 2020          | chưa diễn ra  |                 |                 |               |               |               |               |               |
| Tổng số             | Tổng số       | Tổng số         | Tổng số         | 0             | 0             | 0             | 0             | –             |